# Maler der Gothaer Schale
Der Maler der Gothaer Schale war ein im späten 6. Jahrhundert v. Chr. tätiger, attischer Vasenmaler des rotfigurigen Stils. Seinen Notnamen erhielt er nach der Schale Ahv 48 im Gothaer Schlossmuseum. Sein Schaffen stand unter dem Einfluss des Euphronios und des Sosias-Malers.